# Treia
Treia és un municipi italià, situat a la regió de les Marques i a la província de Macerata. Es troba a 7 km al nord de Pollenza i a 18 km a l'oest de Macerata.
Antigament era un municipi romà del Picenum, a l'esquerra del riu Potentia, a unes 9 milles al sud de Septempeda. Plini el Vell és l'únic autor antic que l'esmenta però és possible que una ciutat que Claudi Ptolemeu anomena Τραΐανα ('Traiana') sigui aquesta, amb el nom corrupte. Segons Plini era un municipi romà, i una ciutat important, situada vora la Via Flamínia en direcció a Ancona, segons diu l'Itinerari d'Antoní.
Se suposa que són les restes que es troben a la riba del riu Potenza a la rodalia de la vila que abans es deia Montecchio i, unida a altres llogarets propers, va ser rebatejada amb el nom de Treja.